# Smalnäbbad gam
Smalnäbbad gam (Gyps tenuirostris) är en akut utrotningshotad asiatisk fågel i familjen hökar.

## Utseende
Smalnäbbad gam är en medelstor gam med en kroppslängd på 77–103 cm och vingspannet 196–258 cm. I fjäderdräkten är den lik indisk gam som den tidigare behandlades som underart till, men är något större och har framför allt helt unik kroppsform med mycket lång och slank ormlik hals, tunn och lång näbb och kantig hjässa. Den skiljer sig även genom mörk näbb och mörk vaxhud istället för gul samt mörkare huvud och hals. Vidare har den mycket smalare ljusa kanter på tertialer och större täckare så kontrasten med handpennorna på sittande fågel är mycket svagare. Övergumpen är också till skillnad från hos indisk gam fläckad.

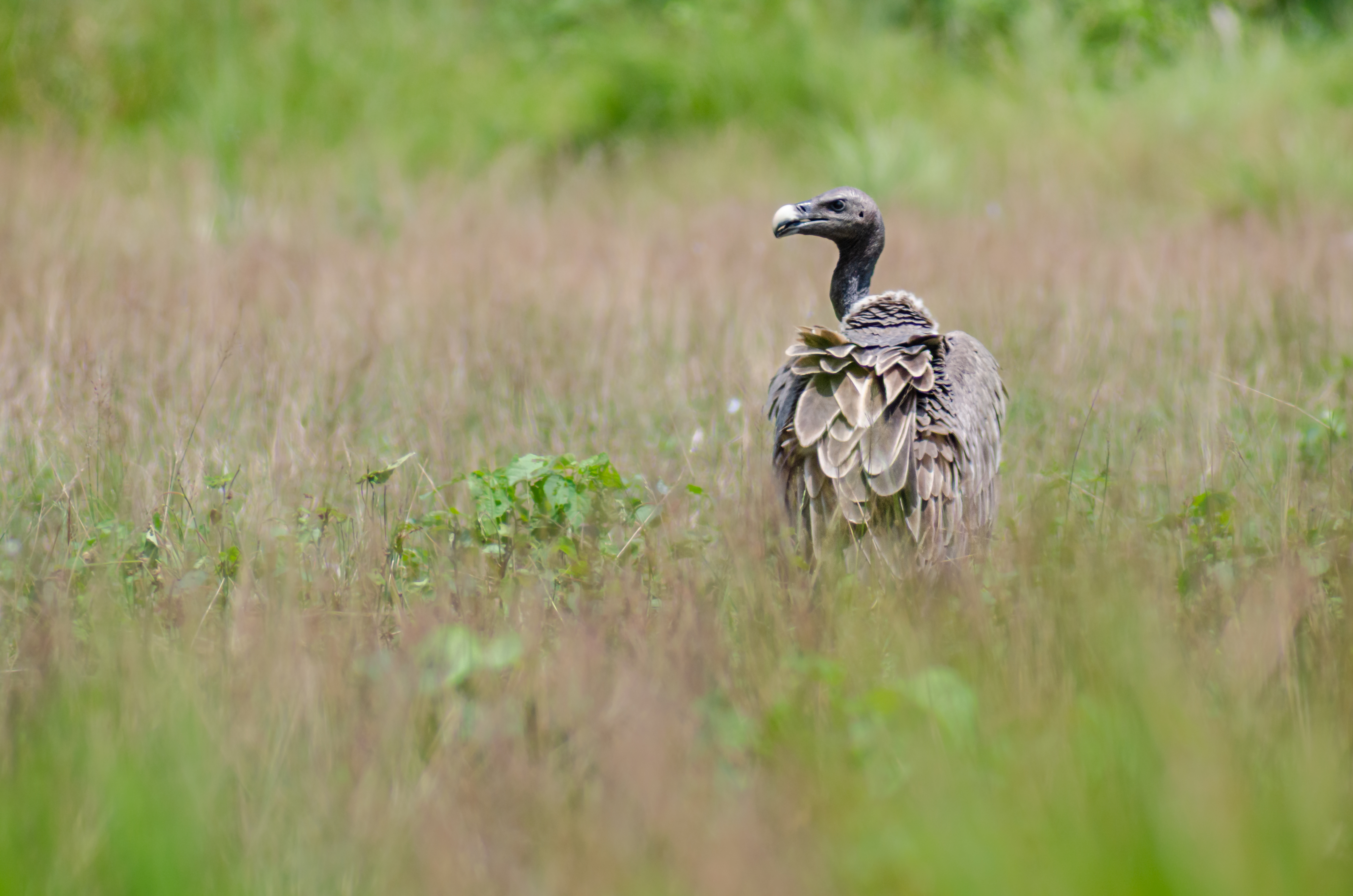

## Utbredning och systematik
Smalnäbbad gam förekommer i Himalayas lägre regioner från nordvästra Indien (Haryana) österut genom Nepal till Assam och norra och östra Myanmar. Den påträffas även i södra Laos och Kambodja. Tidigare var den mer spridd i Indokina, ner till norra Malackahalvön.

### Artstatus
Smalnäbbad gam behandlades tidigare som underart till indisk gam (G. indicus). Den urskiljs numera allmänt som egen art baserat på utseendemässiga och genetiska skillnader.

## Status och hot
Liksom andra asiatiska gamar har smalnäbbad gam påverkats mycket kraftigt av förgiftning från veterinärmedicinen diklofenak. Världspopulationen uppskattas numera till under 2 500 häckande individer. Internationella naturvårdsunionen IUCN kategoriserar den därför som akut hotad.